# Pokrajčići
Pokrajčići – wieś w Bośni i Hercegowinie, w Federacji Bośni i Hercegowiny, w kantonie środkowobośniackim, w gminie Travnik. W 2013 roku liczyła 1540 mieszkańców, z czego większość stanowili Chorwaci.